# سامبریرتی (زاکاتکاس)
سامبریرتی (به اسپانیایی: Sombrerete) یک منطقهٔ مسکونی در مکزیک است که در Sombrerete Municipality واقع شده‌است. سامبریرتی ۵۸٬۲۰۱ نفر جمعیت دارد و ۲٬۵۰۰ متر بالاتر از سطح دریا واقع شده‌است.